# Choreutinula kulla
Choreutinula kulla är en art inom klassen urinsekter som beskrevs av Arne Fjellberg 2007. Choreutinula kulla ingår i släktet Choreutinula, och familjen Hypogastruridae. Arten är reproducerande i Sverige.